# Jesus Walks
«Jesus Walks» — третий сингл из дебютного студийного альбома The College Dropout американского хип-хоп артиста Канье Уэста. В песне используется семпл из «Walk with Me», исполненной ARC Choir. «Jesus Walks» получил хорошие отзывы критиков, был успешным в продажах, а также поднялся на одиннадцатое место в Billboard Hot 100.
На песню было снято три отдельных клипа, каждый из которых интерпретирует многогранный смысл песни по-разному. Зрители полюбили «Jesus Walks», поэтому Уэст исполняет её во всех своих концертных турах. На 47 церемонии вручения премии Грэмми, «Jesus Walks» получила награду в номинации «Лучшая рэп песня». Журнал Rolling Stone поставил песню на девятнадцатое место в списке «50 лучших песен 2000-х».

## Создание
В песне Канье Уэст рассказывает, как Иисус «ходит» (англ. walks) среди всех, от грешников до святых. Первый куплет песни — разговор наркодилера с Богом. Сообщается, что второй куплет Уэст писал 6 месяцев, хотя песню «The New Workout Plan» он написал за 70 часов.

«Вот тут и начинается мой сингл, он должен быть на радио 
Они сказали мне, ты можешь читать рэп обо всём, за исключением Иисуса 
Это означало пушки, секс, ложь, видеокассеты 
Но если я говорю о Боге, то мою запись нельзя проигрывать, так?»
Оригинальный текст (англ.)"So here go my single, dog, radio needs this
They say you can rap about anything except for Jesus
That means guns, sex, lies, video tapes
But if I talk about God my record won't get played, huh?"
— Канье Уэст, «Jesus Walks»
Эти строки созданы после того, как Уэст приходил в различные звукозаписывающие компании и уходил оттуда после того как там прослушивали его демозапись «Jesus Walks». Смысл этих строк — стереотипы о мейнстрим хип-хопе. Большинство друзей Уэста сказали ему, что пока эта песня настолько выдающаяся, её никогда не включат в ротацию на радио.

## Художественные особенности
«Jesus Walks» — песня умеренного темпа (87 ударов в минуту), написана в тональности ми-бемоль минор, в стиле военного марша, под сопровождение баритона на фоне. Песня начинается с того, что поёт голос на фоне, ему подпевает хор. После вступительных слов Уэста, играет барабанная дробь, а затем начинает петь детский хор, чей голос доработан эффектом Auto-Tune.
Также в начале песни Уэст заявляет — «мы на войне с собой» (англ. «we are at war with ourselves»). На протяжении всей песни он использует различные техники рифмования.

## Ремикс
Официальный ремикс на трек «Jesus Walks» был исполнен совместно с Mase. Mase положительно охарактеризовал это сотрудничество. Позже ремикс был выпущен на бонусном диске внутри «The College Dropout Video Anthology», с дополнительным куплетом, исполненным рэпером Common.

## Реакция критиков
Сингл получил очень позитивные отзывы критиков. Многие удивились, что такая откровенно религиозная песня попала в ротацию на радио. Village Voice в рецензии «The College Dropout» назвала песню «отчаянным шедевром». Журнал Stylus назвал «Jesus Walks» лучшей песней альбома. PopMatters назвал «Jesus Walks» лучшим синглом года.

## Клипы
Было создано три различных варианта клипа на песню «Jesus Walks», второй и третий финансировались лично Канье Уэстом. Все три были представлены на кинофестивале Трайбека. Там же Уэст заявил: «Песня вызывает сильные эмоции, а клип ограничен по времени. Поэтому я решил сделать три версии клипа». Изначально, он хотел, чтобы режиссёром клипа был Гайп Вильямс (англ. Hype Williams), но позже передумал, и назначил Майкла Хауссмана (англ. Michael Haussman). Клип был снят в Калифорнии, бюджет клипа был равен 650 000 долларов. В клипе Уэст изображён рэпером-проповедником, в то время как ангелы, управляя проституткой, алкоголиком и наркоторговцем, ведут их в церковь, где проповедует Уэст.
Но, Уэст остался недоволен клипом и начал снимать вторую версию, с бюджетом 500 000 долларов. Режиссёром этой версии клипа стал Крис Милк (англ. Chris Milk), снимали клип на юге США. В клипе 3 части, соединённые в произвольном порядке (Уэст в тёмном коридоре, заключённые на каторге в пустыне и погоня в пустыне за наркодилером), и одна, в конце — член организации Ку-клукс-клан, сбрасывающий с горы горящий крест. Также в конце клипа можно услышать начало песни «Never Let Me Down». Клип был номинирован на MTV Video Music Awards в номинации «Видео 2005 года», а получила награду «Лучшая мужская роль».
Третья версия клипа «Jesus Walks» была снята в родном городе Уэста — Чикаго. Бюджет составил 40 000 долларов. В нём изображён Иисус, живущий в наши дни, который идёт за героем клипа в церковь, и по пути совершает чудеса. Премьера клипа состоялась на MTV.com 23 июня 2004 года.

## Список композиций
| Промосингл (США) 1. «Jesus Walks» (Main) — 3:13 2. «Jesus Walks» (Clean) — 3:13 12"-сингл (США) A-Side 1. «Jesus Walks» (Clean) — 3:13 2. «Jesus Walks» (Dirty) — 3:13 3. «Jesus Walks» (A cappella) — 3:09 B-Side 1. «Heavy Hitters» (Clean) — 3:00 2. «Heavy Hitters» (Dirty) — 3:01 3. «Heavy Hitters» (A cappella) — 3:00 CD-сингл (Австралия) 1. «Jesus Walks» (Album version) — 3:20 2. «Jesus Walks» (Live) — 4:06 3. «Through the Wire» (Live) — 4:23 4. «Jesus Walks» (Mase remix) — 6:26 5. «Jesus Walks» (Church version) — 3:59 | CD-сингл (Великобритания) 1. «Jesus Walks» (Album version) — 3:21 2. «Jesus Walks» (Live in Paridiso 2004) — 4:07 3. «Through the Wire» (Live in Paridiso 2004) — 4:23 4. «Jesus Walks» (Mase remix) — 3:52 5. «Jesus Walks» (Video version 2) — 4:06 6. «Jesus Walks» (Video version 3) — 4:18 Промосингл (Великобритания) 1. "Jesus Walks (Clean) — 3:20 2. «Jesus Walks (12» Version) — 3:20 3. "Jesus Walks (A Capella) — 3:09 4. "Breathe In Breathe Out (Edited) — 4:06 5. "Breathe In Breathe Out (Explicit) — 4:06 Live Digital сингл 1. «Jesus Walks» (Live) — 3:31 |

## Чарты
| Чарт (2004)                          | Позиция |
| ------------------------------------ | ------- |
| Australian Singles Chart             | 37      |
| Canadian Singles Chart               | 4       |
| Irish Singles Chart                  | 18      |
| U.S. Billboard Hot 100               | 11      |
| U.S. Billboard Hot R&B/Hip-Hop Songs | 2       |
| U.S. Billboard Hot Rap Tracks        | 3       |
| U.S. Billboard Rhythmic Top 40       | 16      |
| UK Singles Chart                     | 16      |

| Чарт (2004)                          | Позиция |
| ------------------------------------ | ------- |
| U.S. Billboard Hot 100               | 43      |
| U.S. Billboard Hot R&B/Hip-Hop Songs | 7       |

| Страна | Организация | Сертификация | Продажи       |
| ------ | ----------- | ------------ | ------------- |
| США    | RIAA        | Золотой      | более 500 000 |